# Wohnplatz Haselünne-Dörgen
Der Wohnplatz Haselünne-Dörgen wurde 1935 von F. Wolf im Bereich einer Sandentnahmestelle entdeckt. Eine kleine Fläche des Wohnplatzes, der im Haselünner Vorort Dörgen, nördlich der Mittelradde in Niedersachsen liegt und aus dem späten Paläolithikum stammt, wurde von ihm untersucht.
Etwa 1,35 m unter der heutigen Oberfläche wurde unter ungestörtem Dünen- und Bleichsand, humosem Boden und gelbrotem Ortstein im gelben Sand eine rundliche Verfärbung aufgedeckt, die im Westteil durch eine Störung gekappt war. Die Grube hatte noch einen Durchmesser von etwa 2,5 m und war in der Mitte etwa 0,65 m tief. Sie enthielt lose Holzkohlereste, wie sie sich vereinzelt auch an ihrer Basis fanden. Eine Feuerstelle wurde aber nicht erfasst.
Das Fundmaterial besteht aus Bohrern, Kerbspitzen, Sticheln, Klingenkratzern, Zinken sowie Abschlägen, Klingen und Kernen. Bestimmte Grundformen und einzelne Werkzeugklassen waren auf der Fläche unterschiedlich verteilt. 80 Werkzeuge und 150 Klingen konzentrierten sich auf der nur drei m² großen von F. Wolf freigelegten Fläche, während aus der zwölfmal größeren Grabungsfläche von W. D. Asmus, die er 1936 anlässlich einer Nachgrabung freilegte, nur 103 Artefakte stammen (davon sechs Werkzeuge). Die neun Kerbspitzen lagen nebeneinander im Westen der Eintiefung. Zwölf Klingenkratzer fanden sich auf dem Grubenboden, auf der winzigen Fläche von 100 cm². Die Anzahl der Werkzeuge nahm zum Rand hin ab, die der Abschläge (besonders der Kerne), die auch weit verstreut außerhalb der grubenartigen Vertiefung gefunden wurden, nahm zu.
Nach dem Werkzeugspektrum gehört der Fundkomplex in die Hamburger Kultur. Er ist jedoch älter als das Alleröd (11.000–10.000 v. Chr.). Der Befund ist forschungsgeschichtlich als der erste seiner Art in Niedersachsen bedeutsam, zumal seither aus dem Hasetal oder dem Emsland kaum weitere Belege hinzugekommen sind. Seine Wichtigkeit liegt primär in dem Grubenbefund, der den Rest einer eingetieften Behausung darstellen könnte.